# Asturština
Asturština (asturianu) je ibersko-románský jazyk, který je spolu s leonštinou a mirandštinou zastřešován pojmem asturleonština. Hovoří se jí ve španělských provinciích Asturii, Kantábrii a Kastilii a Leónu a na území samosprávy Miranda do Douro v Portugalsku. V Mirandě do Douro má status úředního jazyka; ve španělském autonomním společenství Asturii je asturština chráněna regionálními zákony a je výběrovým jazykem na zdejších školách. Někteří jazykovědci ji dříve považovali za dialekt španělštiny, které je blízce příbuzná, dnes se však považuje za samostatný jazyk.

## Příklady

### Číslovky
| Astursky | Česky |
| uno      | jeden |
| dos      | dva   |
| tres     | tři   |
| cuatro   | čtyři |
| cinco    | pět   |
| seis     | šest  |
| siete    | sedm  |
| ocho     | osm   |
| nueve    | devět |
| diez     | deset |

## Užitečné fráze
| Astursky                | Česky                      |
| ¡Hola!                  | Ahoj!                      |
| ¿Como tas?              | Jak se máš?                |
| Bien, gracies!          | Mám se dobře, děkuji!      |
| ¿Cómo te llames?        | Jak se jmenuješ?           |
| Llámome ...             | Jmenuji se ...             |
| ¿De dónde yes?          | Odkud jsi?                 |
| Soi de...               | Jsem z ...                 |
| ¡Encatáu de conócete!   | Rád tě poznávám. (mužství) |
| ¡Encentada de conócete! | Rád tě poznávám (ženství)  |
| ¡Bonos díes!            | Dobré ráno!                |
| ¡Bones tardes!          | Dobré odpoledne!           |
| ¡Bona nueche!           | Dobrý večer!               |
| ¡Hasta llueu!           | Uvidíme se později!        |

## Vzorový text

### Otče náš
| astursky  | Padre nuestru que tas en cielu, santificáu seya'l to nome. Amiye'l to reinu, fágase la to voluntá na tierra como nel cielu. El nuestru pan de tolos díes dánoslo güei y perdónamos les nuestres ofenses lo mesmu que nós facemos colos que mos faltaren. Y nun mos dexes cayer na tentación, y llíbramos del mal. Amén.           |
| španělsky | Padre nuestro que estás en los cielos, santificado sea tu nombre. Venga tu Reino. Hágase tu voluntad, así en la tierra como en el cielo. El pan nuestro de cada día, dánosle hoy y perdónanos nuestras deudas, así como nosotros perdonamos a nuestros deudores. Y no nos dejes caer en la tentación, mas líbranos del mal. Amén. |
| česky     | Otče náš, jenž jsi na nebesích, posvěť se jméno tvé, přijď království tvé, buď vůle tvá, jako v nebi, tak i na zemi. Chléb náš vezdejší dej nám dnes a odpusť nám naše viny, jako i my odpouštíme naším viníkům a neuveď nás v pokušení, ale zbav nás od zlého. Amen.                                                             |

### Všeobecná deklarace lidských práv
| astursky | Tolos seres humanos nacen llibres y iguales en dignidá y drechos y, pola mor de la razón y la conciencia de so, han comportase hermaniblemente los unos colos otros. |
| česky    | Všichni lidé se rodí svobodní a sobě rovní co do důstojnosti a práv. Jsou nadáni rozumem a svědomím a mají spolu jednat v duchu bratrství.                           |

## Historické, sociální a kulturní aspekty

### Literární historie

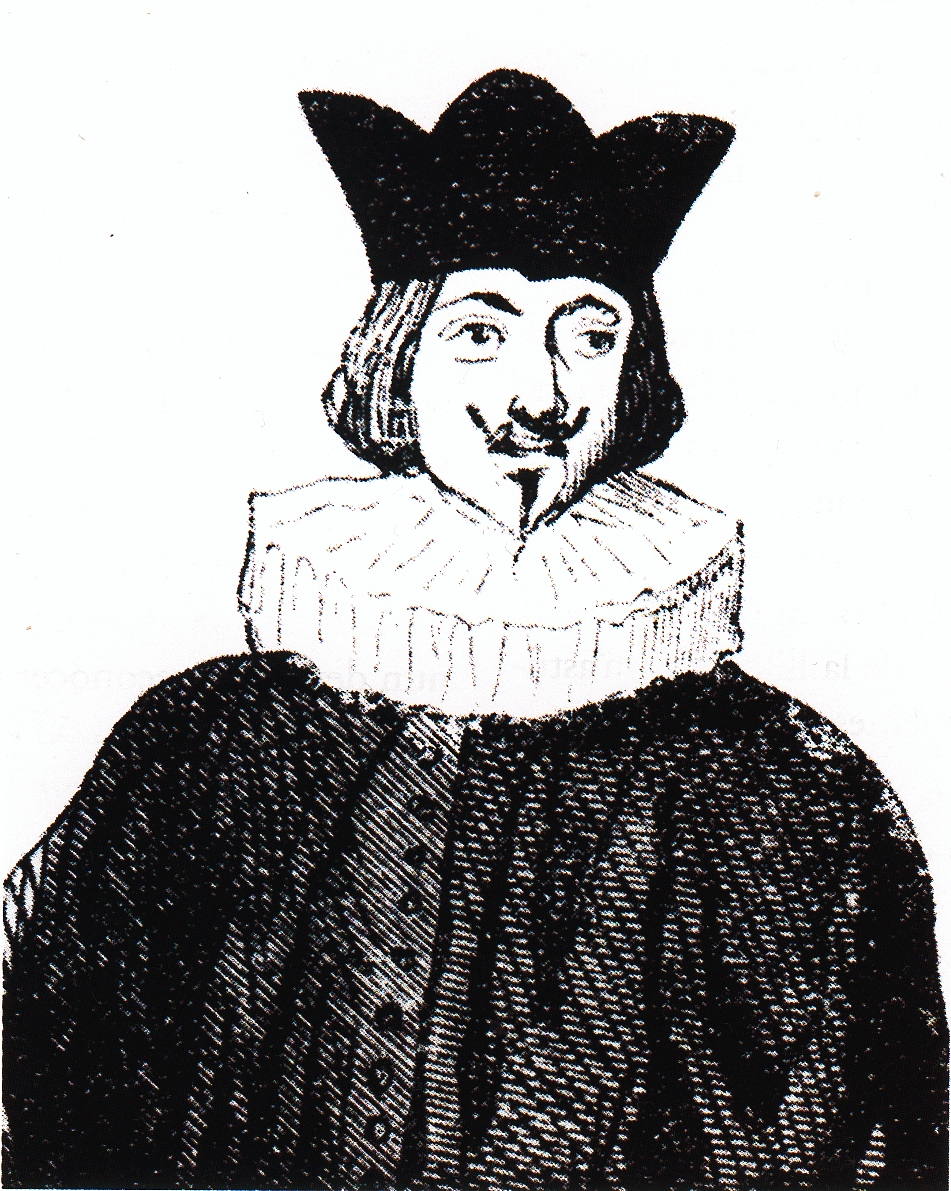
Náčrt Antóna de Marirreguera z 19. století

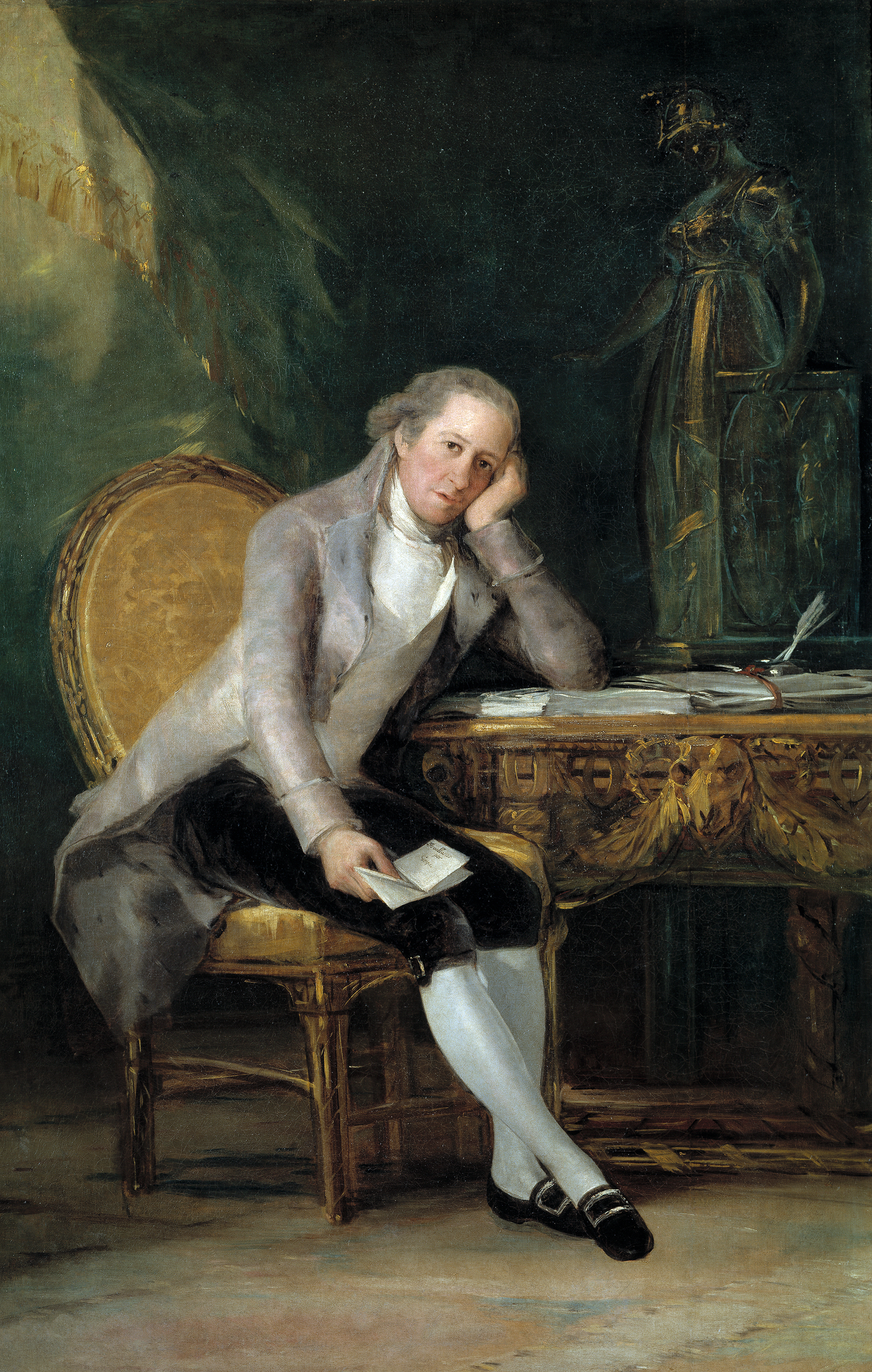
Právník a neoklasický autor Gaspar Melchor de Jovellanos (1744–1811), který předvídal Akademii asturského jazyka

Ačkoliv některé dokumenty z 10. století mají jazykové rysy asturštiny, početné příklady (jako zápisy notářů, smlouvy a závěti) se objevují až od 13. století. Mezi nejstarší příklady patří Fuero de Avilés z roku 1085 (nejstarší dochovaný pergamen v Asturii) a Fuero de Oviedo z 13. století a leónská verze Fueru Xulgu.
Dokumenty ze 13. století byly zákony pro města, obce a širší populaci. Od druhé poloviny 16. století byly dokumenty psány v kastilštině, což podporovala dynastie Trastámarů, která zajistila převahu kastilštiny v civilní i církevní sféře knížectví. Ačkoliv asturština během „temných století“ (siglos oscuros) zmizela z písemných textů, přežívala ústně. Jediná písemná zmínka z tohoto období pochází z roku 1555 z díla Hernána Núñeze o příslovích a rčeních: „...v bohaté sbírce vzácných jazyků, jako je portugalština, galicijština, asturština, katalánština, valencijština, francouzština, toskánština...“
Moderní asturijská literatura začala v roce 1605 s duchovním Antónem Gonzálezem Reguerou a pokračovala až do 18. století (kdy podle Ruize de la Peña v roce 1981 vznikla literatura, která byla srovnatelná s literaturou v Asturii v kastilštině). V roce 1744 Gaspar Melchor de Jovellanos psal o historické a kulturní hodnotě asturštiny, vyzýval ke zpracování slovníku a gramatiky a ke zřízení jazykové akademie. Mezi významné spisovatele patřili Francisco Bernaldo de Quirós Benavides (1675), Xosefa Xovellanosová (1745), Xuan González Villar y Fuertes (1746), Xosé Caveda y Nava (1796), Xuan María Acebal (1815), Teodoro Cuesta (1829), Xosé Benigno García González, Marcos del Torniello (1853), Bernardo Acevedo y Huelves (1849), Pin de Pría (1864), Galo Fernández a Fernán Coronas (1884).
V roce 1974 vzniklo v Asturii hnutí za přijetí a používání asturštiny. Na základě myšlenek asturijského sdružení Conceyu Bable o asturijském jazyce a kultuře byl vypracován plán na přijetí a modernizaci jazyka, který vedl v roce 1980 k vytvoření Akademie asturijského jazyka se schválením regionální rady Asturie. Autoři období El Surdimientu (Probuzení) jako Manuel Asur (Cancios y poemes pa un riscar), Xuan Bello (El llibru vieyu), Adolfo Camilo Díaz (Añada pa un güeyu muertu), Pablo Antón Marín Estrada (Les hores), Xandru Fernández (Les ruines), Lourdes Álvarez, Martín López-Vega, Miguel Rojo a Lluis Antón González se odklonili od asturijsko-leónské tradice venkovských témat, morálních poselství a dialogického stylu psaní. V současné době vychází v asturštině přibližně 150 publikací ročně. V roce 2021 byla dokončena překladová práce na Bibli do asturštiny, která trvala přes 30 let (začala v září 1988).

### Používání a rozšíření
Geografické rozšíření astur-leónského jazyka přesahuje hranice Asturie a jazyk, známý jako leónština v autonomním společenství Kastilie a León, je v zásadě totožný s asturštinou používanou v Asturii. Lingvistické rozšíření asturijštiny-leónštiny zahrnuje většinu Asturského knížectví, severní a západní část provincie León, severovýchodní část provincie Zamora (obě v Kastilii a Leónu), západní Kantábrii a region Miranda do Douro ve východní části okresu Bragança v Portugalsku.

### Toponymie

Asturský status místního jména, 2017
Conceyos (obce), jejichž tradiční místní názvy byly kodifikovány
Conceyos, které požádaly o schválení
Conceyos, které nepožádaly

Tradiční a lidové názvy měst v Asturském knížectví jsou podpořeny zákonem o používání asturštiny, plánem knížectví z let 2003–2007 na zavedení asturštiny a prací Xunta Asesora de Toponimia, která zkoumá a potvrzuje asturijské názvy žádaných vesnic, měst, conceyos (obcí) a měst. K roku 2012 bylo schváleno 50 ze 78 conceyos.